# Отклонение от круглости

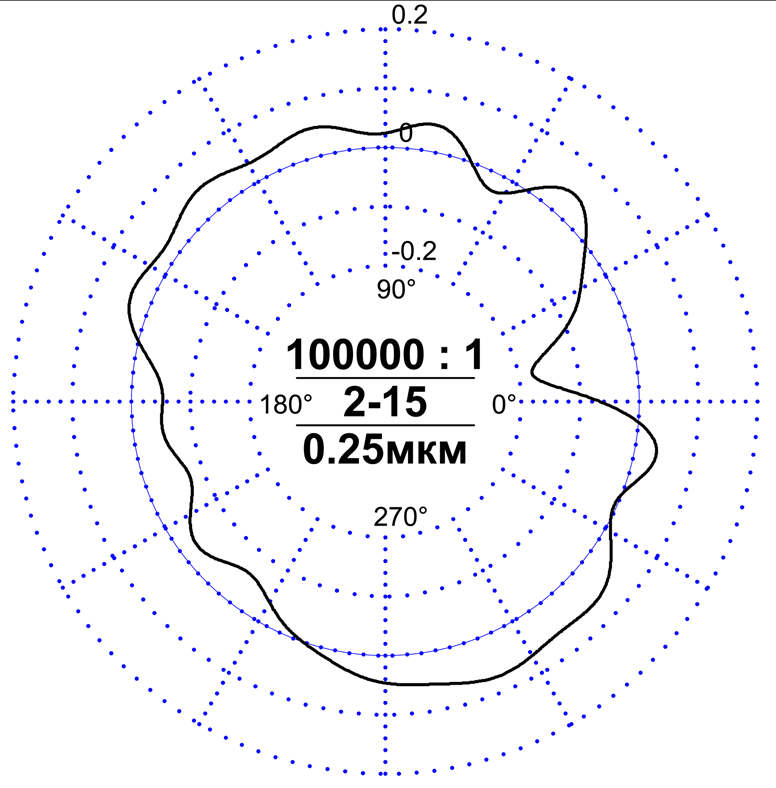
Полярная диаграмма (круглограмма)

Отклонение от круглости — геометрическая величина, численно равная наибольшему расстоянию от точек реального профиля до прилегающей окружности. Ранее использовался термин некруглость.
Частными видами отклонений от круглости являются овальность и огранка.
Овальность — отклонение от круглости, при котором реальный профиль представляет собой овалообразную фигуру, наибольший и наименьший диаметры которой находятся во взаимно перпендикулярных направлениях. Ранее использовался термин эллипсность.
Огранка — отклонение от круглости, при котором реальный профиль представляет собой многогранную фигуру. Огранка подразделяется по числу граней. В частности, огранка с нечетным числом граней характеризуется тем, что диаметры профиля поперечного сечения во всех направлениях одинаковы.
Базами для отклонения от круглости являются:
- прилегающая окружность — окружность минимального диаметра, описанная вокруг реального профиля наружной поверхности вращения, или окружность максимального диаметра, вписанная в реальный профиль внутренней поверхности вращения. В тех случаях, когда расположение прилегающей окружности относительно реального профиля неоднозначно, оно принимается по условию минимального значения отклонения.

Вместо прилегающего элемента для оценки отклонений формы допускается использовать в качестве базового элемента среднюю окружность и окружность минимальной зоны.
- средняя окружность: окружность, имеющая такой радиус и расположение, чтобы сумма квадратов расстояний между реальным и средним элементами имела минимальное значение.
- окружность минимальной зоны: окружность, соприкасающаяся с реальным профилем и расположенная вне материала детали так, чтобы наибольшее расстояние между реальным профилем и окружностью минимальной зоны имело минимальное значение.

ГОСТ 24642-81 «Допуски формы и расположения поверхностей. Основные термины и определения» для отклонения от круглости вводит обозначение EFK. В английском языке для отклонения от круглости используются термины roundness, out of roundness, circularity, circularity deviation.

## Измерение

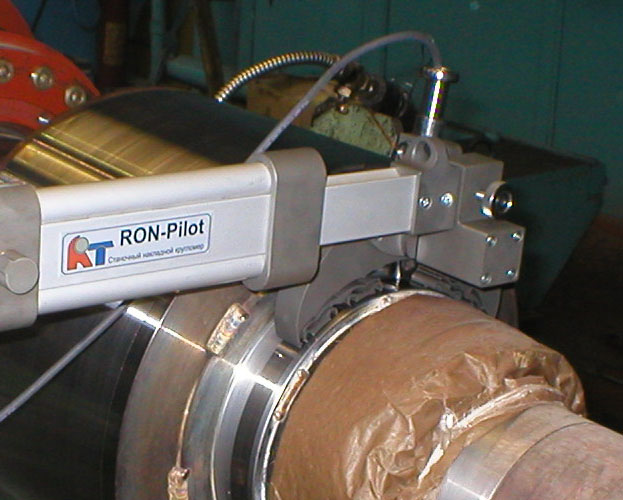
Кругломер накладной

Для измерения величины отклонения от круглости могут использоваться как универсальные инструменты (измерительные центры, измерительные головки), так и специальные (кругломеры).